# Victorino Núñez Rodríguez
Victorino Núñez Rodríguez (Quiroga, província de Lugo 20 de maig de 1936-Ourense, 19 de juny de 2010) és un polític galleguista i centrista. Llicenciat en Dret, va iniciar la seva carrera a la Caixa Rural d'Ourense, com a col·laborador de Eulogio Gómez Franqueira a Coren-Uteco, en l'entorn del qual s'havia creat la caixa per a proporcionar finançament als cooperativistes. Va donar els seus primers passos polítics amb Gómez Franqueira al fundar amb Xosé Quiroga Suárez el partit Acció Política Orensana al començament de la transició, el qual s'integraria posteriorment en UCD.
En desaparèixer la UCD, Victorino Núñez va ser un dels impulsors de Centristas de Ourense, germen al seu torn de Coalició Gallega, formació política que abandonaria en 1985 per a recompondre la formació anterior sota la denominació Centristes de Galícia. Aquesta petita formació, amb implantació fonamentalment en la província d'Ourense es va presentar a diversos comicis coligada amb el Partit Popular, en el qual finalment acabaria per integrar-se. Victorino Núñez va ser president de la Diputació Provincial d'Ourense, regidor en Ourense i conseller sense cartera de la Xunta preautonòmica de Xosé Quiroga Suárez. Després de les eleccions generals espanyoles de 1986 va obtenir un escó en el Senat, del que va prendre possessió el 22 de juny i a l'octubre de 1989 va ser elegit diputat en el Congrés. En 1989 va ser elegit diputat al Parlament de Galícia, i gràcies als acords entre la seva formació i el Partit Popular va ser elegit president del Parlament durant set anys (entre 1990 i 1997), corresponents a la tercera i quarta legislatures. Després del seu pas pel parlament gallec, va tornar al Senat en 1997, triat en representació de la comunitat autònoma, fins al 20 de gener de 2004, data que es van dissoldre les càmeres. Està casat i té quatre fills.